# جورج باكلي
جورج باكلي (بالإنجليزية: George Buckley)‏ هو فلاح نيوزيلندي، ولد في 1830، وتوفي في 19 نوفمبر 1895.